# Armée de terre suédoise
L'armée suédoise (suédois : svenska armén) est la force terrestre des forces armées suédoises.

## Histoire

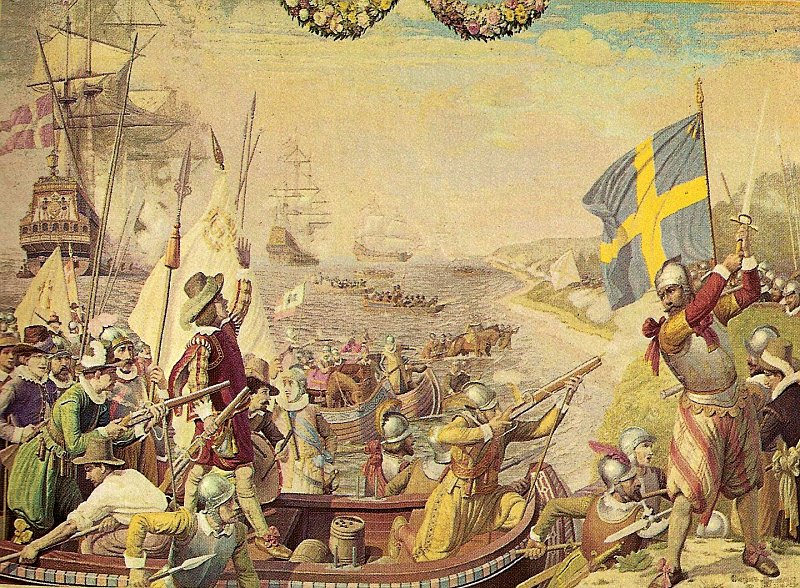
Représentation de la guerre de Kalmar. Le conflit, qui a duré de 1611 à 1613, a opposé le Danemark-Norvège et le Royaume de Suède.

Les Svea Life Guards (en) remonte à l'année 1521, lorsque les hommes de Dalécarlie ont choisi 16 jeunes hommes capables comme gardes du corps pour le noble insurgé Gustav Vasa dans la guerre de libération suédoise contre l'union de Kalmar dominée par les Danois, faisant ainsi de l'actuel Life Guards est l'un des régiments les plus anciens au monde encore en service actif.
En 1901, la Suède a introduit la conscription. Le système de conscription a été aboli en 2010 mais rétabli en 2017.

## Organisation
L'organisation de temps de paix de l'armée suédoise est divisée en un certain nombre de régiments pour les différentes branches. Le nombre de régiments actifs a été réduit depuis la fin de la guerre froide. Cependant, l'armée suédoise a commencé à se réarmer à partir des années 2020. Le régiment forme des organismes de formation qui forment les différents bataillons de l'armée et de la garde intérieure.
Les forces armées suédoises ont récemment connu une transformation, passant d'un recrutement basé sur la conscription à une organisation de défense professionnelle. Cela fait partie d’un objectif plus vaste visant à abandonner l’armée de masse de la guerre froide et à développer une armée mieux adaptée à la guerre de manœuvre moderne tout en conservant un niveau de préparation plus élevé. L'armée régulière est composée de 8 bataillons mécanisés de manœuvre, 19 bataillons de soutien de différentes natures dont des bataillons d'artillerie, des bataillons anti-aériens, des bataillons du génie de combat, des rangers, des bataillons logistiques et 4 bataillons blindés lourds de réserve et 40 bataillons de défense territoriale. Le bataillon est l'unité de base, mais toutes les unités sont entièrement modulaires et peuvent être organisées en équipes de combat du niveau de la compagnie au niveau de la brigade avec différentes unités en fonction de la tâche. Il y a au total 6 états-majors permanents sous le commandement central capables de gérer de grands groupements tactiques, 4 états-majors régionaux et 2 états-majors de brigade.

### Direction
Jusqu'en 1937, le roi était le chef officiel de l'armée et jusqu'en 1974, des forces armées dans leur ensemble. En 1937, le chef du poste de l'armée et de chef d'état-major (suédois : Chefen för armén) a été créé pour diriger l'armée en temps de paix. À la suite d'une réorganisation plus large des forces armées suédoises en 1994, la CA a cessé d'exister en tant qu'agence indépendante et toutes les forces armées ont été centralisées sous la direction du commandant suprême (ÖB). Au lieu de cela, le poste de chef d'état-major de l'armée (suédois : Chefen för arméledningen) a été créé au sein du nouveau quartier général des forces armées suédoises (HKV).
En 1998, les forces armées suédoises ont été à nouveau réorganisées. La plupart des fonctions du chef d'état-major de l'armée ont été transférées au poste nouvellement institué d'« inspecteur général de l'armée » (suédois : Generalinspektören för armén). Le poste est similaire à celui d'« inspecteur général de la marine suédoise » (suédois : Generalinspektören för marinen) et l'« inspecteur général de l'armée de l'air suédoise » (suédois : Generalinspektören för flygvapnet), rebaptisé plus tard «inspecteur de l'armée » (suédois : Arméinspektören). En 2014, le chef de l'armée (suédois : Arméchefen) a été rétabli.

### Régiments

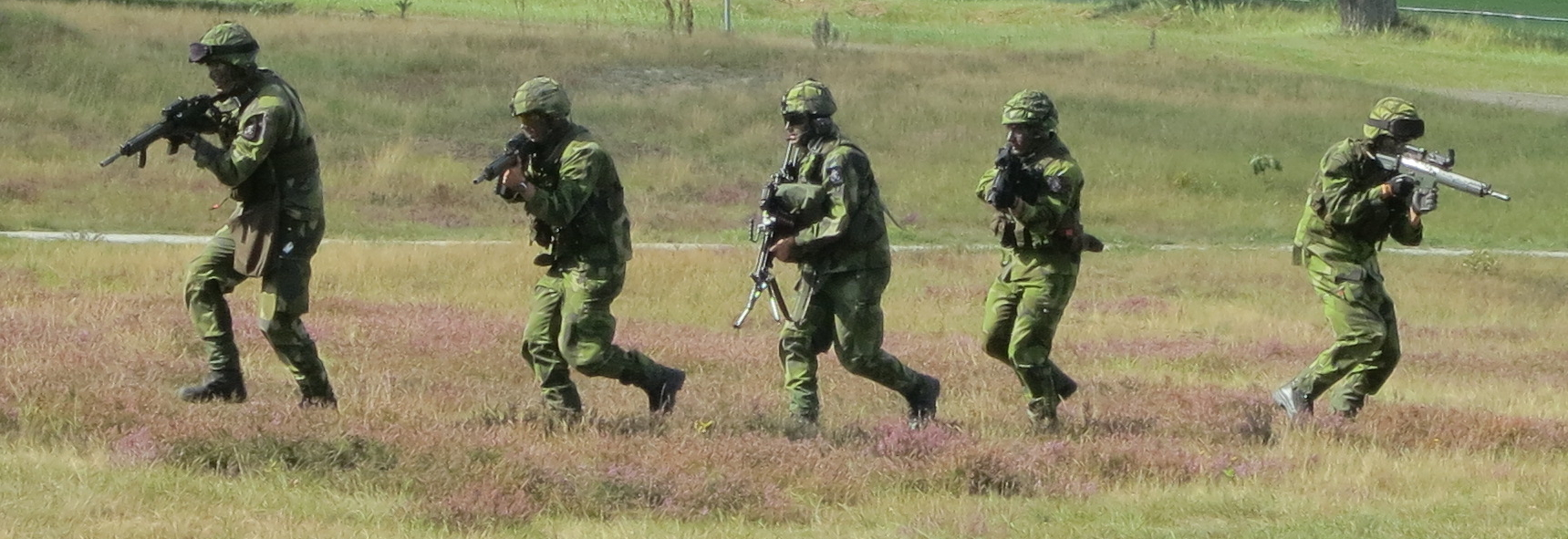
Soldats suédois lors d'un exercice d'entraînement.

Les régiments de l'armée suédoise sont chargés de former les conscrits pour les bataillons opérationnels de l'organisation de réaction rapide de l'armée. Le Régiment Gotland est le seul régiment qui forme également les troupes de la Home Guard. Les régiments actuellement actifs et leurs principales unités subordonnées en temps de paix sont :
- Livgardet (LG), à Stockholm
  - État-major de commandement de Stockholm
  - Centre international des forces armées (Suède)
  - Unité de service canin des forces armées (FHTE)
  - Centre de musique militaire des forces armées (FöMus)
  - Bataillon de Livgarde
  - 11. Bataillon de la police militaire
  - 13. Bataillon de sécurité
  - 12. Bataillon d'infanterie motorisée
  - Groupes de Livgarde
- Régiment Dalarna (I 13), à Falun
  - 2x bataillons d'infanterie, à Falun
- Régiment Norrbotten (I 19), à Boden
  - Le bataillon blindé de Norrbotten (Pbat/I 19) entraîne les troupes des 191e et 192e bataillons mécanisés, et de la compagnie de reconnaissance de la 3e brigade
  - Unité hivernale des forces armées (FMVE), à Boden et Arvidsjaur
- Régiment du Västernorrland (I 21), à Sollefteå
  - 2x bataillons d'infanterie, à Sollefteå
  - Corps des Rangers du Jämtland (JFK), à Östersund
- Livregementets husarer (K 3), à Karlsborg
  - Compagnies de formation, entraînent les troupes du 31e bataillon de Rangers et du 32e bataillon de renseignement
  - École de survie des forces armées
- Régiment de dragons du Norrland (K 4), à Arvidsjaur
  - Entreprises de formation, forme les troupes du 193rd Ranger Battalion
- Régiment de Skaraborg (P 4), à Skövde
  - Unité d'entraînement (KFE), entraîne les troupes des 41e et 42e bataillons mécanisés, de la 1re compagnie de transport lourd et de la 2e compagnie de reconnaissance de brigade
- Régiment Scanian Sud (P 7), à Revingehed
  - Unité de formation (KFE), entraîne les troupes du 71e et 72e bataillon mécanisé léger
- Régiment de Gotland (P 18), à Visby[3]
  - Gotlandsgruppen (GLG), forme et soutient la Home Guard à Gotland
    - Bataillon Gotland (32. hvbat), à Visby
- Régiment d'artillerie de Boden (A 8) à Boden
  - Bataillon d'artillerie, entraîne les troupes des 91e et 92e bataillons d'artillerie
  - École de combat d'artillerie
- Régiment de défense aérienne (Nv 6), à Halmstad
  - Bataillon de défense aérienne, entraîne les troupes des 61e et 62e bataillons de défense aérienne
- Régiment du génie de Göta (Ing 2), à Eksjö
  - Bataillon du génie, entraîne les troupes des 21e et 22e bataillons du génie
  - École des travaux sur le terrain
- Régiment logistique de Göta (T 2), à Skövde
  - Unité d'entraînement, entraînant les troupes des 1er et 2e bataillons logistiques

### Formations opérationnelles
L'armée suédoise distingue une structure administrative d'une structure opérationnelle. La structure administrative comprend les unités de dépôt en temps de paix (depåförband), qui sont responsables de la formation, de l'équipement et de la préparation au combat des forces. Les unités de dépôt sont les régiments de l'armée, les flottilles aériennes, les flottilles navales ou les centres des forces armées. Les unités de dépôt génèrent des unités de guerre (krigsförband), qui sont transférées dans leurs formations de guerre respectives, donc normalement les régiments de l'armée suédoise sont composés de compagnies administratives et d'entraînement en temps de paix et leurs bataillons ne sont formés que pour des exercices et en temps de guerre. Les unités opérationnelles dans leur intégralité sont connues sous le nom d'organisation opérationnelle des forces armées (Försvarsmaktens Insatsorganisation en suédois).
En 2013, les forces armées ont publié un communiqué affirmant que la réorganisation ne suffirait qu’à assurer une défense raisonnable du territoire suédois pendant une semaine. La force devait inclure les unités suivantes:
- Livgardet  (LG), à Kungsängen
  - Livgardet  Battalion (Livbataljonen)
    - Compagnie d'état-major et de soutien, compagnie de sauveteurs, escadron monté de sauveteurs, escadron monté de cavalerie

  - 11e bataillon de police militaire (11. militärpolisbataljonen)
    - Compagnie de protection du personnel, deux compagnies de police militaire, groupe d'enquête

  - 12e bataillon de fusiliers motorisés (12. motoriserade skyttebataljonen)
    - Personnel et société de support, trois sociétés mécanisées Patria AMV, société de support

  - 13e bataillon de sécurité (13. säkerhetsbataljonen)
    - Escadron d'état-major et d'opérations, escadron de sécurité terrestre, compagnie de sécurité maritime
- Life Regiment Hussars (K 3), à Karlsborg
  - 31e bataillon de rangers
    - Escadron d'état-major et de soutien, trois escadrons Jägar, escadron logistique

  - 32e bataillon de renseignement
    - Escadron de fonctions, deux escadrons de reconnaissance, compagnie parachutiste Jägar
- Régiment de dragons du Norrland(K 4), in Arvidsjaur
  - Bataillon Norrland Jägar (Norrlandsjägarbataljon)
- Skaraborg Regiment (P 4), à Skövde
  - État-major de la 2e brigade (2. brigadstaben)
  - 41e bataillon blindé (41. pansarbataljonen)
    - Compagnie d'état-major et de soutien, deux compagnies de chars Stridsvagn 122, deux compagnies mécanisées CV90, compagnie de logistique

  - 42e bataillon blindé (42. pansarbataljonen)
    - Compagnie d'état-major et de soutien, deux compagnies de chars Stridsvagn 122, deux compagnies mécanisées CV90, compagnie de logistique

  - 1re compagnie de Transport Lourd (1. tungtransportkompaniet)
- Régiment de Scanie du Sud (P 7), à Revingehed 
  - 71e bataillon de fusiliers motorisés (71. motoriserade skyttebataljonen)
    - Compagnie de personnel et de support, trois compagnie mécanisées Patria AMV, compagnie logistique

  - 72e bataillon blindé (72. pansarbataljonen)
    - Compagnie d'état-major et de soutien, deux compagnies de chars Stridsvagn 122, deux compagnies mécanisées CV90, compagnie de logistique
- Régiment de Dalécarlie (I 13), à Falun
  - 131e bataillon de fusiliers(131. skyttebataljonen)
  - 132e bataillon de fusiliers (132. skyttebataljonen)
- Régiment de Gotland (P 18), à Visby[3]
  - 181e bataillon blindé (181. pansarbataljonen)
    - Compagnie d'état-major et de soutien, deux compagnies de chars Stridsvagn 122, deux compagnies mécanisées CV90, compagnie de logistique
- Régiment de Norbotten (I 19), à Boden
  - État-major de la 3e Brigade (3. brigadstaben)
  - 191e bataillon blindé (191. pansarbataljonen)
    - Compagnie d'état-major et de soutien, deux compagnies de chars Stridsvagn 122, deux compagnies mécanisées CV90, compagnie de logistique

  - 192e bataillon blindé (192. pansarbataljonen)
    - Compagnie d'état-major et de soutien, deux compagnies de chars Stridsvagn 122, deux compagnies mécanisées CV90, compagnie de logistique

  - 3rd Brigade Reconnaissance  (3. brigadspaningskompaniet), équipé avec des CV90
- Régiment de Västernorrland (I 21), à Sollefteå
  - 211e bataillon de fusiliers (211. skyttebataljonen)
  - Corps de chasseurs de campagne du Jämtland (Jämtlands fältjägarkår), à Östersund
    - 212e bataillon de fusiliers (212. skyttebataljonen)
- Régiment d'artillerie de Boden (A 8), à Boden
  - 81e bataillon d'artillerie (81. artilleribataljon)
    - Batterie d'état-major et de logistique, trois batteries d'Archer, batterie de capteurs

  - 82e bataillon d'artillerie (82. artilleribataljon)
    - Batterie d'état-major et de logistique, trois batteries d'Archer, batterie de capteurs
- Bergslagen Artillery Regiment (A 9), à Kristinehamn
  - 91e bataillon d'artillerie (91. artilleribataljonen)
    - Batterie d'état-major et de logistique, trois batteries d'Archer, batterie de capteurs

  - 92e bataillon d'artillerie (92. artilleribataljonen)
    - Batterie d'état-major et de logistique, trois batteries d'Archer, batterie de capteurs
- Régiment du génie de Göta (Ing 2), à Eksjö
  - 21e bataillon du génie (21. ingenjörbataljon)
    - Une compagne de personnel et de logistique, deux compagnies d'ingénieurs, une compagnie de véhicule du génie

  - 22e bataillon du génie (22. ingenjörbataljon)
    - Une compagne de personnel et de logistique, deux compagnies d'ingénieurs, une compagnie de véhicule du génie
- Régiment de défense aérienne (Lv 6), à Halmstad
  - 61e Bataillon de défense aérienne (61. luftvärnsbataljonen)
  - 62e Bataillon de défense aérienne (62. luftvärnsbataljonen)
- Régiment logistique de Göta (T 2), à Skövde
  - 1er bataillon logistique (1. logistikbataljonen)
  - 2e bataillon logistique (2. logistikbataljonen)
  - 1re Compagnie de Renforcement Médical (1. sjukvårdsförstärkningskompaniet)
  - 2e Compagnie de Renforcement Médical (2. sjukvårdsförstärkningskompaniet)
  - 1re Compagnie de Contrôle de la Circulation et des Mouvements (1. trafik- och transportledningskompaniet)

Les établissements des forces armées suivants fournissent des unités supplémentaires à l'organisation de réaction rapide :
- Régiment de commandement (LedR), à Enköping
  - Bataillon de commandement (Ledningsplatsbataljonen)
    - Trois compagnies d'état-major, affaires publiques/interprète/compagnie de caméras de combat

  - Bataillon des transmissions (Sambandsbataljonen)
    - Compagnie du personnel, deux compagnies de signalisation, compagnie de renforcement des signaux

  - Bataillon de guerre électronique (Telekrigsbataljonen)
  - Opérations psychologiques (opérateur Psychologiska)
  - Centre de météorologie et d'océanographie (Meteorologi- och oceanograficentrum)
- Centre de médecine de défense des forces armées, à Göteborg
  - 1re compagnie hospitalière (1. sjukhuskompaniet)
  - 2e compagnie hospitalière (2. sjukhuskompaniet)
- Centre national de défense CBRN (SkyddC), à Umeå
  - 1re compagnie de défense NRBC (1. CBRN-kompaniet)
- École technique des forces armées, à Halmstad
  - 1er bataillon logistique opérationnel (1. Operativa logistikbataljon)

### Aperçu graphique des formations opérationnelles 2022

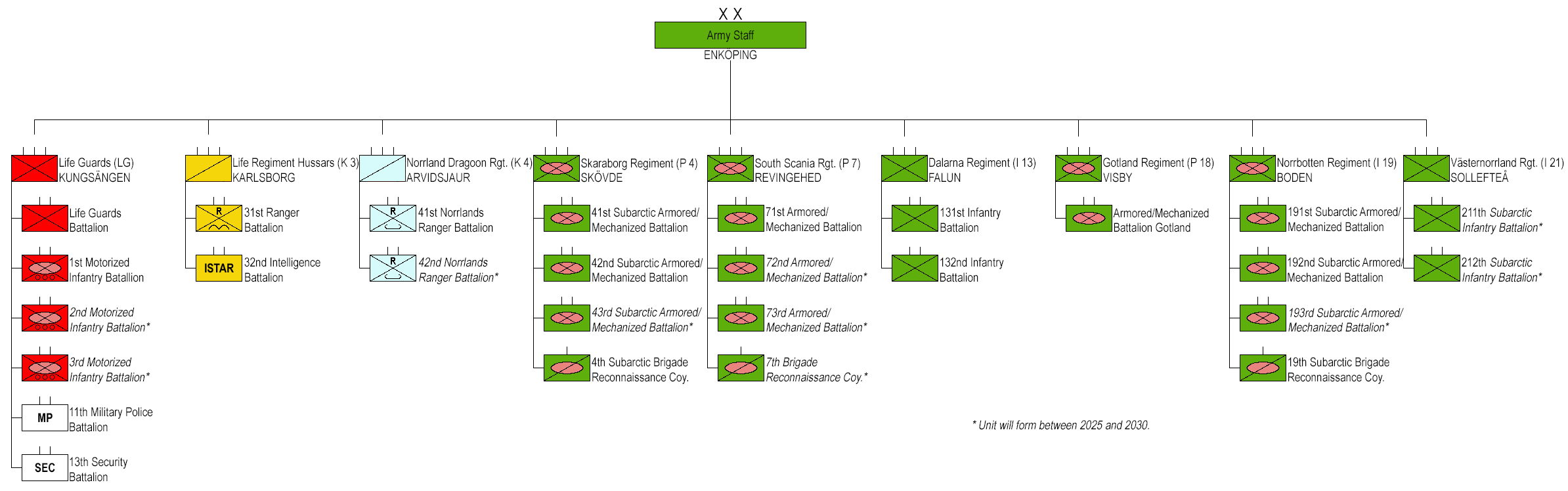
Formations de combat de l'armée suédoise 2022

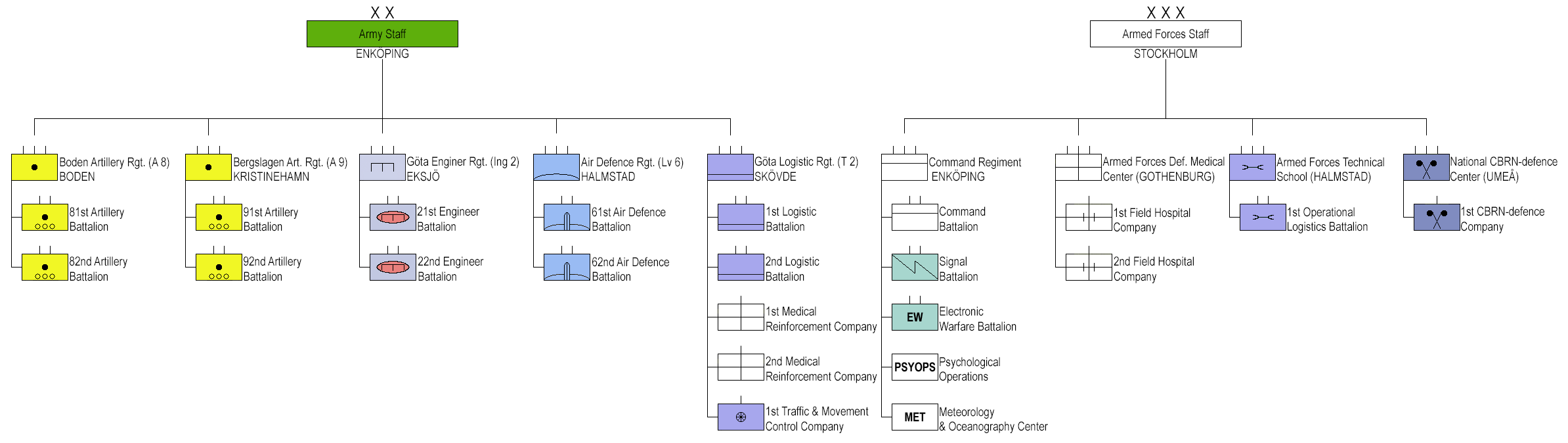
Formations de soutien au combat et de soutien au combat de l'armée et des forces armées suédoises 2022

## Équipement
Liste des équipements de l'armée de terre suédoise:
| Type                                                             | Modèle                              | Origine                      | Version                       | Quantité en 2023   |
| Véhicule de combat                                               | Véhicule de combat                  | Véhicule de combat           | Véhicule de combat            | Véhicule de combat |
| ---------------------------------------------------------------- | ----------------------------------- | ---------------------------- | ----------------------------- | ------------------ |
| Char de combat principal                                         | Leopard 2A5                         | Allemagne                    | Strv 122                      | 120                |
| Véhicule de combat d'infanterie                                  | CV90                                | Suède                        | Strf 9040                     | 369                |
| Véhicule d'observation d'artillerie                              | CV90                                | Suède                        | Epbv 90                       | 42                 |
| Véhicule blindé de transport de troupes                          | Pbv 302                             | Suède                        |                               | 239                |
| Véhicule blindé de transport de troupes                          | BvS-10                              | Suède                        | MkII                          | 150                |
| Véhicule blindé de transport de troupes Véhicule de commandement | XA-180 Sisu XA-202 Sisu XA-203 Sisu | Finlande                     | Patgb 180 Patgb 202 Patgb 203 | 34 20 148          |
| Véhicule blindé de transport de troupes                          | Patria AMV                          | Finlande                     | XA-360/Patgb 360              | 113                |
| Véhicule blindé de transport de troupes                          | ACMAT Bastion                       | France                       |                               | N/C                |
| Voiture militaire blindé                                         | RG-32M                              | Afrique du Sud               |                               | 360                |
| Artillerie                                                       |                                     |                              |                               |                    |
| Obusier automoteur                                               | Archer                              | Suède                        |                               | 35                 |
| Mortier                                                          | M/86                                | République tchèque           |                               | 201                |
| Mortier                                                          | 120 Krh/40                          | Finlande                     |                               | 81                 |
| Mortier automoteur                                               | CV90 Mjolner                        | Suède                        | Gkpbv 90                      | 40                 |
| Défense aérienne                                                 |                                     |                              |                               |                    |
| Missile sol-air longue portée                                    | M903 Patriot                        | États-Unis                   | PAC-3 MSE                     | 6                  |
| Missile sol-air moyenne portée                                   | MIM-23 Hawk                         | États-Unis                   | B                             | N/C                |
| Missile sol-air courte portée                                    | IRIS-T                              | Allemagne / Union européenne | SLS                           | 8                  |
| Missile sol-air courte portée                                    | RBS-23 (en)                         | Suède                        | BAMSE                         | N/C                |
| MANPADS                                                          | RBS-70                              | Suède                        |                               | N/C                |
| Canon antiaérien automoteur                                      | CV90                                | Suède                        | Lvkv 90                       | 30                 |

## Home Guard
La Home Guard se compose de 40 bataillons avec un total de 22 000 hommes. De nombreux soldats ont servi à l’étranger dans des unités régulières de l’armée.

### Région militaire du Nord
La région militaire du Nord est chargée de soutenir les unités de la Home Guard dans le comté de Jämtland, le comté de Norrbotten, le comté de Västerbotten et le comté de Västernorrland avec des ressources de formation et administratives.
- Région militaire du Nord, à Boden[9]
  - Groupe Lappland Jäger (Lapplandsjägargruppen – LJG), à Kiruna (comté du nord du Norrbotten)
    - Bataillon Lappland Jäger (Lapplandsjägarbataljonen – 10. hvbat), à Kiruna
    - Bataillon Frontier Jäger (Gränsjägarbataljonen – 11. hvbat), à Kalix

  - Groupe Norrbotten (Norrbottensgruppen – NBG), à Boden (sud du comté de Norrbotten)
    - Bataillon Norrbotten (Norrbottensbataljonen – 12. hvbat), à Luleå

  - Groupe Västerbotten (Västerbottensgruppen – VBG), à Umeå ( comté de Västerbotten)
    - Bataillon Västerbotten (Västerbottensbataljonen – 13. hvbat), à Umeå

  - Groupe Field Jäger ( Fältjägargruppen – FJG), à Östersund ( comté de Jämtland )
    - Bataillon Field Jäger ( Fältjägarbataljonen – 14. hvbat), à Östersund

  - Groupe Västernorrland ( Västernorrlandsgruppen – VNG), à Härnösand ( comté de Västernorrland )
    - Bataillon d'Ångermanland ( Ångermanlandsbataljonen – 15. hvbat, province d'Ångermanland ), à Örnsköldsvik
    - Bataillon Medelpad ( Medelpadsbataljonen – 16. hvbat, province de Medelpad ), à Sundsvall

### Région militaire centrale
La région militaire centrale est chargée de soutenir les unités de la Home Guard dans les comtés de Dalécarlie, de Gävleborg, de Södermanland, de Stockholm, d'Uppsala et de Västmanland en leur fournissant des ressources de formation et d'administration.
- Région militaire centrale, à Kungsängen[10]
  - Groupe Dal Regiment (Dalregementsgruppen – DRG), à Falun (comté de Dalécarlie)
    - Bataillon Dala (Dalabataljonen – 17. hvbat), à Falun

  - Groupe Gävleborg (Gävleborgsgruppen – GBG), à Gävle (comté de Gävleborg)
    - Bataillon de Gävleborg (Gävleborgsbataljonen – 18. hvbat), à Gävle

  - Groupe Uppland et Västmanland (Upplands- och Västmanlandsgruppen – UVG), à Enköping (comtés d'Uppsala et Västmanland)
    - Bataillon Uppland (Upplandsbataljonen – 21. hvbat), à Uppsala
    - Bataillon Västmanland (Västmanlandsbataljonen – 22. hvbat), à Västerås

  - Groupe de sauveteurs (Livgardesgruppen – LGG), à Kungsängen (comté de Stockholm)
    - Bataillon Attundaland (Attundalandsbataljonen – 23. hvbat), à Stockholm
    - Bataillon de Stockholm (Stockholmsbataljonen – 24. hvbat), à Stockholm
    - Bataillon Telgehus (Telgehusbataljonen – 25. hvbat), à Södertälje
    - Bataillon Ulvsunda (Ulvsundabataljonen – 26. hvbat), à Stockholm

  - Groupe Södermanland (Södermanlandsgruppen – SLG), à Strängnäs (comté de Södermanland)
    - Bataillon Södermanland (Södermanlandsbataljonen – 27. hvbat), à Strängnäs

  - Groupe Södertörn (Södertörnsgruppen – UGS), à la base navale de Berga (zones côtières du comté de Stockholm)
    - Bataillon Roslagen (Roslagsbataljonen – 28. hvbat), à Norrtälje à Roslagen
    - Bataillon Södertörn (Södertörnsbataljonen – 29. hvbat), à la base navale de Berga à Södertörn

### Région militaire du Sud
La région militaire du Sud est chargée de soutenir les unités de la Home Guard dans les comtés de Blekinge, de Jönköping, de Kalmar, de Kronoberg, de Skåne et d'Östergötland avec des ressources de formation et d'administration.
- Région militaire du Sud, à Revingeby[11]
  - Groupe Life Grenadier (Livgrenadjärgruppen – LGAG), à Linköping (comté d'Östergötland)
    - 1er bataillon de grenadiers à vie (Första livgrenadjärbataljonen – 30. hvbat), à Linköping
    - 2e bataillon de grenadiers à vie (Andra livgrenadjärbataljonen – 31. hvbat), à Norrköping

  - Groupe du Nord Småland (Norra Smålandsgruppen – NSG), à Eksjö (comté de Jönköping)
    - Bataillon du Nord Småland (Norra Smålandsbataljonen – 33. hvbat), à Jönköping

  - Groupe Kalmar et Kronoberg (Kalmar- och Kronobergsgruppen – KRAG), à Växjö (comtés de Kalmar et Kronoberg )
    - Bataillon de Kalmar (Kalmarbataljonen – 34. hvbat), à Kalmar
    - Bataillon Kronoberg (Kronobergsbataljonen – 35. hvbat), à Växjö

  - Groupe Blekinge (Blekingegruppen – BLG), à Karlskrona ( comté de Blekinge)
    - Bataillon occidental de Blekinge (Blekinge västra bataljon – 36. hvbat), à Ronneby
    - Bataillon oriental de Blekinge (Blekinge östra bataljon – 37. hvbat), à Karlskrona

  - Groupe Scanian (Skånska gruppen – SSK), à Revingeby ( comté de Skåne )
    - Bataillon sud-scanien (Södra skånska bataljonen – 46. hvbat), à Lund
    - Bataillon Malmöhus (Malmöhusbataljonen – 47. hvbat), à Malmö (comté de Malmöhus)
    - Bataillon de dragons scaniens (Skånska dragonbataljonen – 48. hvbat), à Helsingborg
    - Bataillon de Scanie du Nord (Norra skånska bataljonen – 49. hvbat), à Kristianstad

## Envergure

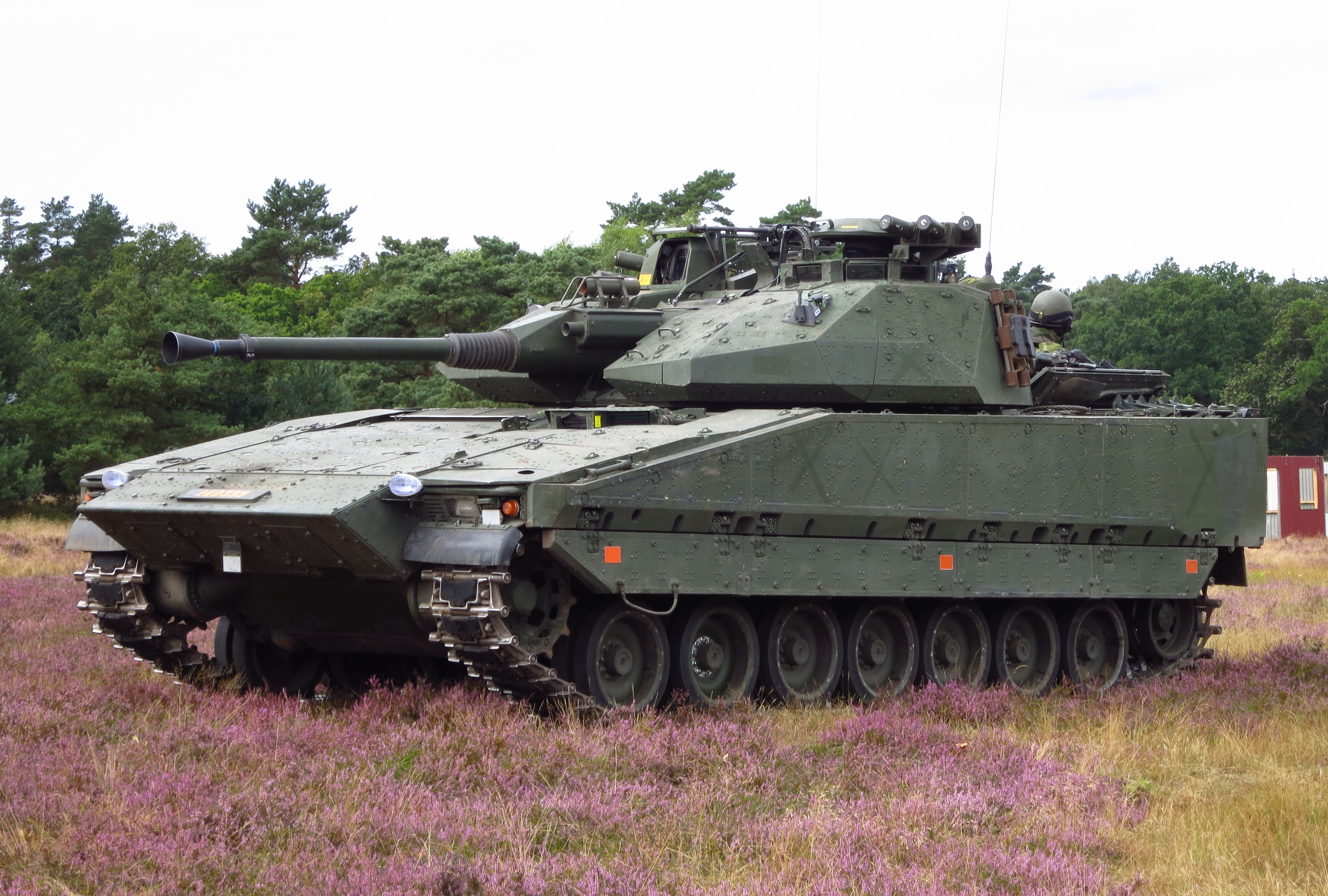
Un véhicule de combat CV90

Pendant la Seconde Guerre mondiale, des parties plus ou moins grandes de l'establishment de guerre ont également été appelées pour un service de réserve périodique (jusqu'à 6 mois). Les chiffres de l'effectif total ci-dessous se réfèrent à la force totale qui pourrait être mobilisée. Entre l'introduction de la conscription universelle en 1902 et le début de la Seconde Guerre mondiale, l'armée était généralement maintenue à un effectif constant de 100 000 hommes, les deux tiers des effectifs étant des conscrits pour deux ans. À partir de 1942, le gouvernement suédois s'est lancé dans un programme de militarisation massif et ambitieux dans lequel la conscription était strictement appliquée et le service obligatoire étendu. La formation de base pour les soldats était fixée à 12 mois, pour les futurs sergents conscrits destinés à devenir chefs de peloton la durée était de 18 mois et pour les futurs officiers conscrits la durée était de 24 mois. Ces périodes ont été progressivement réduites et les grades ont été relevés, jusqu'à ce que ce soit la même période de temps pour tous les conscrits peu avant la suspension de la conscription en 2009. Ceci, combiné à la propagande selon laquelle la conscription fait partie du devoir social et défendant le principe suédois du folkhemmet, a conduit à la création d'une armée d'environ 700 000 soldats en service actif qui ont pu être mobilisés à la fin de 1945. Depuis la fin de l'hiver 1945, la taille de l'armée a progressivement diminué à mesure que des bataillons et des brigades de réserve entiers ont été démobilisés, et à la fin de 1947, la taille de l'armée était d'environ 170 000 soldats qui pouvaient être mobilisés et il était prévu de se stabiliser à un tel nombre. du personnel.
Cependant, en raison de la montée des tensions entre l'Est et l'Ouest sur le paysage politique européen, la menace de l'Union soviétique en 1949 et 1950, coïncidant avec le début de la guerre froide, a conduit à un retour à la politique militariste de la part du gouvernement suédois. De 1950 à 1976, la taille de l'armée était en moyenne de 250 000 soldats, avec un pic de 400 000 soldats mobilisables à la fin des années 1950 et au début des années 1960.
Au cours des années 1980, la taille de l'armée était d'environ 180 000 soldats et a progressivement augmenté au fil du temps jusqu'aux environs de 1988. La fin de la guerre froide a entraîné une restructuration massive de l'armée suédoise. Chaque année après 1988, l’armée a licencié environ 40 000 conscrits et n’en a recruté que 20 000, de sorte qu’en 1995, l’effectif était tombé à 80 000 soldats. À cette époque, l'obligation de service obligatoire a été encore réduite à 10 mois, le service de réserve est devenu plus flexible et des changements ont été apportés à l'application de la loi, de sorte que l'application forcée a été retirée de la politique. En 2004, la taille de l'armée suédoise était tombée à 60 000 soldats, et en 2013, trois ans après la fin de la conscription, elle était au plus bas historique de seulement 16 000 soldats, bien que l'armée envisage d'atteindre un niveau de 50 000 soldats professionnels d’ici 2020, principalement grâce à de vastes campagnes médiatiques. Un certain nombre de régiments précédemment dissous seront également relancés (Dalarna Regiment, Västernorrland Regiment, Norrland Dragoon Regiment et Bergslagen Artillery Regiment).

## Recrutement
Du XVIIe siècle jusqu'en 1901, le recrutement de l'armée suédoise était basé sur le système de répartition. En 1812, la conscription a été introduite pour tous les hommes âgés de 20 à 25 ans afin de servir dans les forces armées douze jours par an, augmentée en 1858 à quatre semaines tous les deux ans. Le système de répartition a été aboli en 1901 et remplacé par la conscription universelle pour tous les hommes. Tout le personnel était enrôlé comme conscrit pour un an de conscription, après quoi l'unité avec laquelle le soldat s'était entraîné était mise en réserve.
À la fin de leur service de conscription avec des notes de service suffisantes, les conscrits peuvent postuler à une formation d'officier commissionné, de sous-officier/adjudant ou, à partir de 2007, rester dans l'armée en tant que soldat professionnel, principalement pour être employé dans le groupement tactique nordique. L'armée emploie depuis les années 1950 des soldats pour le service de l'ONU sur des contrats à court terme pour servir à l'étranger.
De juillet 2010 à 2017, l'armée suédoise était une force combattante entièrement professionnelle. Le gouvernement a annoncé le 2 mars 2017 que la conscription allait être rétablie. Sur un groupe d’environ 13 000 hommes et femmes nés en 1999, 4 000 allaient être sélectionnés pour la conscription à partir de janvier 2018. Le gouvernement a déclaré que le nombre de conscrits pourrait augmenter en réponse aux événements sur la scène politique internationale.

## Voir également
- Grades militaires des forces armées suédoises
- Académie royale suédoise des sciences de la guerre
- Musée de l'armée suédoise
- Liste des guerres impliquant la Suède
- Force intérimaire des Nations Unies au Liban